# ロナルド・ロバートソン
ロナルド・"ロニー・”ロバートソン（Ronald "Ronnie" Robertson、1937年9月25日 - 2000年2月4日）は、アメリカ合衆国出身の男性フィギュアスケート選手。1956年コルティナダンペッツォオリンピック男子シングル銀メダリスト。

## 経歴
- 1937年9月25日、ペンシルベニア州に生まれる。
- 1956年コルティナダンペッツォオリンピックで銀メダルを獲得。このとき、ヘイス・アラン・ジェンキンス、デヴィッド・ジェンキンス兄弟とともにアメリカ勢が表彰台独占。
- 選手時代の彼を経済的に支援していたのは1950年代に青春スターとして人気を博していたタブ・ハンターだった。
- 引退後はプロに転向し、多くのテレビショーや世界プロフィギュア選手権などでも活躍した。
- ゲイであり、俳優のタブ・ハンターと長年関係を持っていたことが後にハンターにより明らかにされた[1]。
- 2000年2月4日、カリフォルニア州ファウンテンバレーで肺炎とAIDSの合併症により死去[1]。

## 主な戦績
| 大会/年      | 1952-53 | 1953-54 | 1954-55 | 1955-56 |
| ------------ | ------- | ------- | ------- | ------- |
| オリンピック |         |         |         | 2       |
| 世界選手権   | 4       | 5       | 2       | 2       |
| 全米選手権   | 2       | 3       |         | 2       |